# Oberamt Neuhof (Hochstift Fulda)
Das Oberamt Neuhof war eine Gerichts- und Verwaltungseinheit des geistlichen Fürstentums Fulda und des Fürstentums Nassau-Oranien-Fulda sowie im Kurfürstentum Hessen.

## Geschichte

### Fulda
Räumlich entspricht das spätere Oberamt der Zent Flieden. Am Anfang der urkundlichen Überlieferungen war die Zent organisatorisch in das Amt oder Gericht Neuhof und Flieden geteilt.

#### Das Gericht/Amt Flieden
Flieden lag schon im 9. Jahrhundert inmitten fuldischer Besitzungen. Das Amt war seit dem 11. Jahrhundert direkt dem Fuldaer Abt unterstellt und wurde daher -trotz der Finanznot des Stiftes Fulda- nie verpfändet. Die Vogtei besaß die Familie von Küchenmeister. Diese waren ursprünglich fuldische Ministeriale gewesen und hatten das Amt als erbliches fuldisches Lehen. In der zweiten Hälfte des 16. Jahrhunderts endete die Eigenständigkeit des Amtes Flieden und das Amt Neuhof übernahm die Aufgaben.

#### Das Gericht/Amt Neuhof

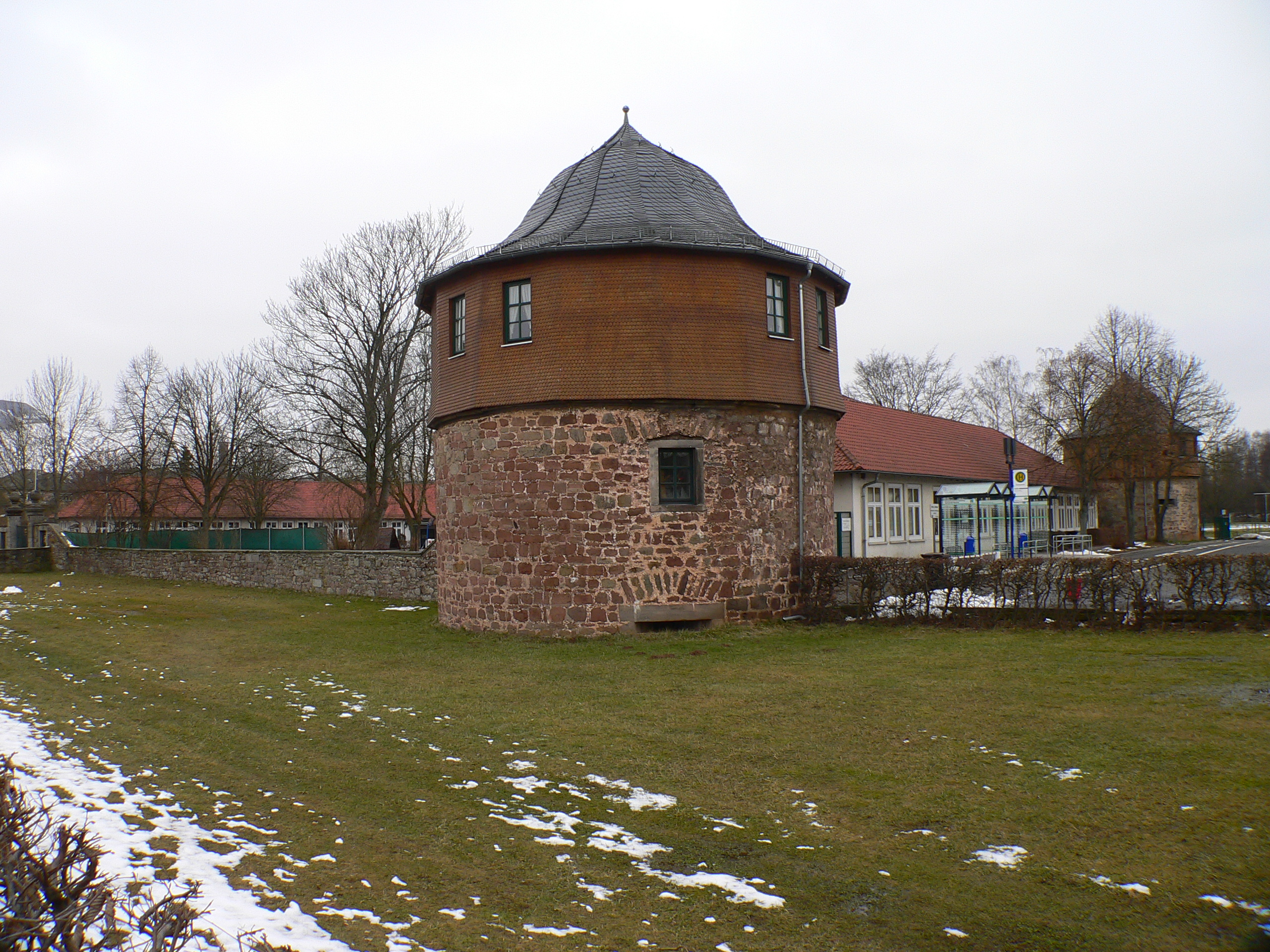
Eckbastion von Schloss Neuhof

Der Name Neuhof (lateinisch Nova Curia, mhd. Nuwenhof) wurde 1239 zum ersten Mal genannt. Er stammt von der Adelsfamilie von Neuhof (lat. de nova curia) bzw. von dem gleichnamigen Wasserschloss der Fuldaer Fürstäbte, das ursprünglich als Burg errichtet wurde. Einzelne Vertreter der Familie von Neuhof waren vermutlich Burgmannen. Um das Jahr 1250 ließ Fürstabt Heinrich IV. von Erthal (1249–1261) das Schloss Neuhof mit neuen Mauern, Zäunen und Gräben befestigen. Schloss Neuhof wurde zum Mittelpunkt des gleichnamigen Amtes. Burg und Amt wurden 1308 von Abt Heinrich an Ludwig von Frankenstein vertauscht, erhielt den Besitz aber 1317 zurück. In den folgenden Jahrzehnten kam es mehrfach zu Verpfändungen. 1330 wurden die Brüder Friedrich und Frowin von Hutten als Amtleute im Amt Neuhof eingesetzt. Diese Einsetzung diente der Sicherung eines Darlehens von 200 Pfund Heller. Im gleichen Jahr erfolgte die Veräußerung an die von Küchenmeister und Dietrich Gutel. 1359 erfolgte eine Verpfändung an die von Küchenmeister und die von Eberstein. Im Laufe des 15. Jahrhunderts gelang es Fulda die Verpfändungen einzulösen und war am Ende des Jahrhunderts im alleinigen Besitz des Amtes.
Im 18. Jahrhundert wurde das Amt als Oberamt bezeichnet. An seiner Spitze stand formal ein adliger Oberamtmann. Dieses Amt war aber zum Ende des HRR Sinekure. Oberster Beamter war faktisch vielmehr der Amtsvogts.

### Fürstentum Nassau-Oranien-Fulda
Das Fürstentum Nassau-Oranien-Fulda entstand aufgrund des Reichsdeputationshauptschlusses 1803. In Bezug auf die Rechtsprechung und Verwaltung wurde mit der Landesherrlichen Verordnung die Ober= und Ämter betrefffend vom 8. Januar 1803 eine Neuorganisation der bestehenden Ämter vorgenommen. Das Oberamt Neuhof wurde lediglich um Geringshaut erweitert. Das Amt trug nun die Bezeichnung eines Amtes I. Klasse.

### Großherzogtum Frankfurt
1806 wurde das Fürstentum Nassau-Oranien-Fulda französisch besetzt und 1810 Teil des Großherzogtums Frankfurt. In der Franzosenzeit gehörte das Amt als Distriktsmairie Neuhof zum Departement Fulda, an der Struktur änderte sich nichts (siehe hierzu Gerichtsorganisation im Großherzogtum Frankfurt). Insbesondere die Trennung der Rechtsprechung von der Verwaltung wurde nicht eingeführt.

### Kurhessen
Gemäß der Schlussakte des Wiener Kongresses vom 9. Juli 1815 ging das Amt an das Königreich Preußen über. Dieses übertrug das Amt am 16. Oktober 1815 an das Kurfürstentum Hessen. Das Amt Neuhof wurde um einige Ortschaften der Centoberämter Fulda und Johannesberg erweitert. Es umfasste nun: Büchenberg, Buchenrod, Döllbach, Dorfborn, Eichenried, Ellers, Flieden, Hattenhof, Höf und Haid, Kauppen, Kerzell, Löschenrod, Magdlos, Mittelkalbach, Neustadt, Niederkalbach, Opperz, Rommerz, Rothemann, Rückers, Schweben, Stork, Veitsteinbach, Weidenau, Ziegel und Ziellbach. 1822 wurde die Trennung der Rechtsprechung von der Verwaltung vorgenommen. Die Verwaltungsfunktionen gingen auf den Kreis Fulda über, die Gerichtsfunktion auf das Justizamt Neuhof.

## Umfang
Am Ende des HRR bestand das Oberamt aus Büchenberg, Buchenrod, Döllbach, Dorfborn, Eichenried, Ellers, Flieden, Hattenhof, Höf und Haid, Kauppen, Magdlos, Mittelkalbach, Neustadt, Niederkalbach, Opperz, Rommerz, Rückers, Schweben, Stork, Veitsteinbach und Zillbach.

## Persönlichkeiten
- Heinrich Graf von Tattenbach zu Reinstein (1800 Oberamtsmann)
- Heinrich Franz Rang (1800 Amtsvogt)